# Стара црква Светог Ђорђа у Призрену
Стара црква Светог Ђорђа у Призрену позната и као Руновића црква једна је од 33 православне цркве у овом граду и једна од многобројних у Епархији рашко-призренске. Ова црква, која се налази се у дворишту нове, истоимене Саборне цркве Светог Ђорђа у Призрену, изграђена је у 15. веку, као задужбина браће Руновић из Призрена.
Припада Епархији рашко-призренској Српске православне цркве и представља непокретно културно добро као споменик културе.

## Положај, стање заштите и статус
Стара црква Светог Ђорђа налази се у старом делу Призрена, на тргу „Шадрван“", тачније у дворишту Саборне цркве Светог Ђорђа. 
Стање заштите
У периоду 1994-1995 објекат цркве је споља и изнутра рестауриран и конзервиран, а црквена порта је сређена. Након разарања од стране Албанаца 2004. године, у периоду од 2005. до 2007. године изведене су одређене рестаураторске интервенције, и том приликом је поправљен оштећени камен и опека у зидовима, прозори и врата су замењени новим, постављено је олово на кровном покривачу, а извршена је и поправка унутрашњости. Захваљујући великом знању Грчких конзерватора рестауриране су фреске на којима су постојала тешка оштећена из мартовског погрома 2004. године. Цео процес обнове уништених делова цркве одвијао се под окриљем Епархије рашко-призренске и благословом владике Теодосија.
Основ за упис у регистар Р. Србије
Решење Покрајинског завода за заштиту споменика културе у Приштини, бр. 956 од 31. 12. 1964. Закон о заштити споменика културе (Сл. гласник НРС бр. 51/59).
Статус цркве у датабази културног наслеђа самопрокламовена Р. Косово У датабазу уведана је под бр02-956/64, као објеката под привременом заштитом Data e Mbrojtjes: 2011. и Data e Mbrojtjes: 2012.

## Историја
Цркву су с краја 15. века и почетком 16. века подигла браћа Руновићи и посветили је Светом Ђорђу, на простору који је био празан. Около, и поред цркве, било је старо српско православно гробље све до 1866. године. Касније су око цркве отварани дућани. Како гробље није било ограђено са јужне стране, у доба Османлијске владавине од стране припадника друге вере често је девастирано и скрнављено. Срби су се обрате Махмут паши Ротулу, за помоћ, и он им је дозволио да ограде простор. Том приликом искоришћена је ова сагласност да се црква продужи четири-пет метара са западне стране. У новоизграђени простору, који је био намењен женама – „Женска црква“, обављана су и крштавање новорођене деце. Простор је решеткама био физички одвојен од „Мушке цркве“. Дограђени наставак, после изградње нове цркве Светог Ђорђа је порушен.
Када су познатој познатој призренској породици Кораћевих, чији чланови нису примили ислам, Османилије породичну цркву Светог Николе у призренској Мамзи махале (Терзи-махале) претворили у џамију, они су из ове црква у цркву Светог Ђорђа пренели књиге и друге предмете. На Триоду цркве Светог Ђорђа Руновића који је 1941. године у време бомбардовања изгорео у Народној библиотеци у Београду био је запис: 
| „ | Си Триод от цркве Коракевића Св. Николи в граде Призренеу Мамзи-махале. Писа поп Цветко в лето 1592. | ” |

У овој цркви сахраљивани су неки митрополити Рашко-призренске епархије, виђенији свештеници и српски грађани-добротвори:
- Митрополит рашко-призренски Јоаникије (Јаићије) Георгијевић, по народности Србин, који је умро 26. новембра 1818. године[7], а сахрањен је испред олтара.
- Младен Угаревић, велики добротвор Призрена, који је сахрањен јануара 1906. године,

Када је у Призрен упућен Митрополит рашко-призренски Партеније, пореклом са острва Самоса, познавалац грчког и турског језика, али не и српског, 1849. године од Патријашије у Цариграду, и преузео дужност митрополита у Рашко-призренској епархији од уклоњеног митрополита Игњатија, он се крајње нечовечно понео према моштима митрополита Јанићија.
| „ | Када је митрополит Партеније сазнао да је у овој цркви сахрањен митрополит Јанићије Србин, наредио је да се надгробна плоча избаци и поломи. После шест месеци дође његова родбина из пећи, раскопа га, прелије му кости и опет закопа. Омфор на њему претопи и од сребра направи црквени тас (дискос) који се чува у цркви Светог Ђорђа. | ” |

Сима Андрејевић Игуманов 1871. године поставио је нову мермерну плочу на месту гроба митрополита Јанићија. Натпис је написао Илија Ставрић, тадашњи ректор Богословије, али је начинио грешку у датуму смрти – уместо 22. новембра ставио је 18. јул.
У цркви су с почетка 21. века пронађени делови ктиторског натписа Драгослава и Беле Тутић из 1332. године са њихове задужбине цркве Светог Николе, метоха манастира Дечана, који се налази у бившој Дечанској, сада у улици Миладина Поповића бр. 3.
Све до 1887. године, када је довршен нови Саборни храм, под истим именом, Руновића црква била је главна црква у граду Призрену и вршила је функцију катедралног епархијског храма, пошто су Турци још раније, средином 18. века, одузели од православних Срба древну катедралну цркву Богородице Љевишке и потом је претворили у џамију. Од тог времена, стара црква Светог Ђорђа је често служила и као скривница за вредне иконе и књиге из цркава које су, пред најездом Османлија или Албанаца, рушене или претваране у џамије. С краја 20. века, у време сукоба на Косову и Метохији 1999. године и НАТО бомбардовања СРЈ, служила је као складиште црквеног материјала.
Као и већина цркава на Косову и Метохији, црква је временом у више наврата преправљана.

## Архитектура и фрескодекорација
По свом облику и по расположивим изворима, објекат припада типу средњовековних породичних цркава. Ради се о тробродној цркви правоугаоне основе, са апсидом, што је утврђено приликом ископавања спроведених 1994. године. Приликом тих ископавања откривени су и део нартекса и гробље око цркве, као и гробнице браће Руновић.
Унутар објекта се на југозападној страни налази гробница рашко-призренског митрополита Јанићија, који је умро 1818. године у Призрену. Ентеријер цркве фрескодекорисан је фрескама које датирају из 17. века.
У овој цркви чувала се збирка од 37 календарских, престоних и целивајућих икона. Међу њима најзначајније су: Света Петка (17. век), Христ Пантократор (друга половина 18. века), Свети Димитрије (почетак 17. века), Свети Ђорђе (прва половина 17. века), Цар Константин и Царица Јелена (прва половина 17. века).
Црква је, у садашњем стању, једнобродна грађевина, озидна речним каменом, са полуобличасти сводом у унутрашњости, док је са спољашње стране црква препокривена кровом на две воде. Кров је првобитно био обложен каменим плочама, а касније током рестаурације, изведене у периоду од 1994. до 1995. године препокривен је оловним плочама.
Црква у коју се улази кроз масивна храстова врата са источне стране не поседеју припрату. Светлост у унтрашњост наоса продире кроз три полулучно изведена неједнака прозора са јужне стране, док се са северне стране црква ослања на суседни објакат.

## Галерија
- Спољашњи изглед цркве
- Северозападни поглед
- Североисточни поглед
- Орнамент на зиду
- Портал

- Фрескодекорација цркве
- Северни поглед на наос
- Плафон и источни зид
- Олтарски простор
- Наос
- Вазнесење Христово
- Благовести, детаљ
- Благовести, детаљ
- Пророци Илија и Јелисеј
- Св Јован Дамаскин
- Архијереји
- Улазак у Јерусалим, детаљ

## Девастација цркве 2004.
Албанци су и поред присуства јединице КФОР-а марта месеца 2004. године цркву запалили изнутра.